# Kababina
Genre
Kababina est un genre d'araignées aranéomorphes de la famille des Stiphidiidae.

## Distribution
Les espèces de ce genre sont endémiques du Queensland en Australie.

## Liste des espèces
Selon World Spider Catalog (version 17.0, 11/05/2016) :
- Kababina alta Davies, 1995
- Kababina aquilonia Davies, 1995
- Kababina colemani Davies, 1995
- Kababina covacevichae Davies, 1995
- Kababina formartine Davies, 1995
- Kababina inferna Davies, 1995
- Kababina isley Davies, 1995
- Kababina superna Davies, 1995
- Kababina yungaburra Davies, 1995

## Publication originale
- Davies, 1995 : A new spider genus (Araneae: Amaurobioidea: Amphinectidae) from the wet tropics of Australia. Memoirs of the Queensland Museum, vol. 38, p. 463-469 (texte intégral).